# میکائیل آجاپاهیان
اسقف اعظم میکائیل آجاپاهیان (ارمنی: Միքայել Աջապահյան؛ زادهٔ ۲۷ دسامبر۱۹۶۳) اسقف اعظم کلیسای حواری ارمنی واقع در شهر گیومری استان شیراک کشور جمهوری ارمنستان است که از ۸ مهر ۱۳۸۰ خورشیدی (۳۰ سپتامبر ۲۰۰۱ میلادی) عهده‌دار این منصب گردید. این کلیسا اصلی‌ترین کلیسای ارمنیان در دنیا محسوب شده و مروج مذهب ارتدکس است.
آجاپاهیان مدرک کارشناسی ارشد خود را در سال ۱۹۹۷ میلادی در رشته الهیات ارتدکس شرقی از دانشکده علوم الهی گئورگیان دریافت کرد. او پایان‌نامه کارشناسی‌ارشد خود را با عنوان «پاولوس تارونسی و اثرش "اعتراف ایمان: مقررشده از دوران رسولان"» ارائه داد.

## اطلاعات بیش‌تر
- در سال ۱۹۹۵ میلادی؛‌ به پاس خدمات جهانی در زمینه فعالیت‌های اجتماعی،‌ نشان نشان مقدس شاهزاده دانیال مسکو معروف به نشان سنت دانیال را از پاتریارک آلکسی دوم دریافت کرد.
- در سال ۱۹۹۹ میلادی؛ به عضویت کمیته «ایمان و نظم» شورای جهانی کلیساها (WCC) انتخاب شد.
- در سال‌های ۱۹۹۹ تا ۲۰۰۰ میلادی؛ به صورت مشترک ریاست سازمان خیریه کاتولیک کاریتاس در اتریش را بر عهده داشت
- در سال‌های ۲۰۰۰ تا ۲۰۰۱ میلادی؛ به صورت مشترک از سوی رهبر ارشد کلیسای ارامنه به عنوان نماینده تام‌الاختیار وی در هندوستان منصوب شد.[۲][۳]